# Het martelaarschap van Pjotr Ohey
Het martelaarschap van Pjotr Ohey is een hoorspel van Sławomir Mrożek. Das Martyrium des Peter Ohey werd op 2 oktober 1963 door de RIAS (Rundfunk im amerikanischen Sektor Berlins) uitgezonden. In een bewerking van Alfred Pleiter zond de AVRO het uit op donderdag 22 december 1966. De regisseur was Dick van Putten. Het hoorspel duurde 42 minuten.

## Rolbezetting
- Robert Sobels (Pjotr Ohey)
- Wiesje Bouwmeester (z’n vrouw)
- Gerrie Mantel, Corry van der Linden & Hans Karsenbarg (z’n drie kinderen)
- Willy Ruys & Tonny Foletta (twee ambtenaren)
- Jan van Ees (de geleerde)
- Huib Orizand (de circusdirecteur)
- Paul Deen (de secretaris)
- Hans Veerman (de verteller)
- Jos van Turenhout (de oude jager)

## Inhoud
Pjotr Ohey, de gelukkige bezitter van een woning en een familie, heeft in vrede geleefd tot in zijn badkamer een merkwaardig en griezelig fenomeen opduikt, dat door de wetenschap dadelijk als een bijzonder, slechts in badkamers voorkomend exemplaar van het ras der tijgers herkend en gedefinieerd wordt. Vanaf dat ogenblik is het uit met de vrede van de heer Pjotr Ohey. Het "fenomeen" is van openbaar belang, en meneer Ohey idem dito: hij is van subject tot object geworden. Hij behoort aan de staat, de wetenschap, de school, de nieuwsgierigen, kortom: aan de hele wereld. Geen wonder dat Ohey, die zich tot dusver een individu gevoeld heeft, de hem opgedrongen rol niet leuk vindt…